# Số đếm tiếng Nhật
Số đếm trong tiếng Nhật sử dụng các Hán tự (Kanji) để ghi chép. Khi viết, chúng giống như các chữ số của Trung Quốc, tuy nhiên hiện nay chữ số Ả Rập cũng được sử dụng rộng rãi. Giống như các chữ Kanji khác, các chữ số Kanji cũng có 2 cách đọc theo âm Hán-Nhật (on'yomi) và Thuần Nhật (kun'yomi).

## Bộ số cơ bản
Chữ số Ả Rập thường được dùng trong kiểu viết ngang yokogaki (横書き - hoành thư) còn chữ số viết bằng Kanji thường được dùng trong kiểu viết dọc tategaki (縦書き - tung thư).
| Số                     | Ký tự    | On'yomi                | Kun'yomi                       | Cách đọc ưu tiên      |
| ---------------------- | -------- | ---------------------- | ------------------------------ | --------------------- |
| 0                      | 零 / 〇* | rei / れい             | maru / まる                    | zero / ゼロ (từ mượn) |
| 1                      | 一       | ichi / いち            | hito(tsu) / ひと・つ           | ichi                  |
| 2                      | 二       | ni / に                | futa(tsu) / ふた・つ           | ni                    |
| 3                      | 三       | san / さん             | mit(tsu) / みっ・つ            | san                   |
| 4                      | 四       | shi / し               | yon, yot(tsu) / よん、よっ・つ | yon                   |
| 5                      | 五       | go / ご                | itsu(tsu) / いつ・つ           | go                    |
| 6                      | 六       | roku / ろく            | mut(tsu) / むっ・つ            | roku                  |
| 7                      | 七       | shichi / しち          | nana(tsu) / なな・つ           | nana                  |
| 8                      | 八       | hachi / はち           | yat(tsu) / やっ・つ            | hachi                 |
| 9                      | 九       | ku, kyū/ く, きゅう    | kokono(tsu) / ここの・つ       | kyū                   |
| 10                     | 十       | jū / じゅう            | tō / とお                      | jū                    |
| 20                     | 二十     | ni-jū / にじゅう       | (hata / はた)†                 | ni-jū                 |
| 30                     | 三十     | san-jū / さんじゅう    | (miso / みそ)†                 | san-jū                |
| 40                     | 四十     | shi-jū / しじゅう      | (yoso / よそ)†                 | yon-jū                |
| 50                     | 五十     | go-jū / ごじゅう       | (iso / いそ)†                  | go-jū                 |
| 60                     | 六十     | roku-jū / ろくじゅう   | (muso / むそ)†                 | roku-jū               |
| 70                     | 七十     | shichi-jū / しちじゅう | (nanaso / ななそ)†             | nana-jū               |
| 80                     | 八十     | hachi-jū / はちじゅう  | (yaso / やそ)†                 | hachi-jū              |
| 90                     | 九十     | ku-jū / くじゅう       | (kokonoso / ここのそ)†         | kyū-jū                |
| 100                    | 百       | hyaku / ひゃく         | (momo / もも)†                 | hyaku                 |
| 500                    | 五百     | go-hyaku / ごひゃく    | (io / いお)†                   | go-hyaku              |
| 800                    | 八百     | hap-pyaku / はっぴゃく | (yao / やお)†                  | hap-pyaku             |
| 1,000                  | 千       | sen / せん             | (chi / ち)†                    | sen                   |
| 10,000                 | 万       | man / まん             | (yorozu / よろず)†             | man                   |
| 100,000,000            | 億       | oku / おく             | —                              | oku                   |
| 1,000,000,000,000      | 兆       | chō / ちょう           | —                              | chō                   |
| 10,000,000,000,000,000 | 京       | kei / けい             | —                              | kei                   |

## Phân hàng của số
Khác với tiếng Việt phân hàng nghìn, trăm, chục và đơn vị, tiếng Nhật phân hàng vạn, nghìn, trăm, chục và đơn vị (tương tự tiếng Trung). Ví dụ số 12,345,678 trong tiếng Việt đọc là "mười hai triệu, ba trăm bốn mươi năm nghìn, sáu trăm bảy mươi tám" thì trong tiếng Nhật được đọc thành "một nghìn hai trăm ba mươi tư vạn, năm nghìn sáu trăm bảy mươi tám" (一千二百三十四五千六百七十八).

### Bội số của 10
| Cơ số    | 104 | 108 | 1012  | 1016 | 1020 | 1024    | 1028   | 1032 | 1036 | 1040  | 1044 | 1048 | 1052 (or 1056) | 1056 (or 1064) | 1060 (or 1072)      | 1064 (or 1080)  | 1068 (or 1088)  |
| Ký tự    | 万  | 億  | 兆    | 京   | 垓   | 𥝱, 秭  | 穣     | 溝   | 澗   | 正    | 載   | 極   | 恒河沙         | 阿僧祇         | 那由他, 那由多      | 不可思議        | 無量大数        |
| Cách đọc | man | oku | chō   | kei  | gai  | jo, shi | jō     | kō   | kan  | sei   | sai  | goku | gōgasha        | asōgi          | nayuta              | fukashigi       | muryōtaisū      |
| Hán Việt | vạn | ức  | triệu | kinh | cai  | -, tỷ   | nhương | câu  | giản | chính | tải  | cực  | Hằng hà sa     | a tăng kỳ      | Na do tha, na do đa | bất khả tư nghì | vô lượng đại số |

### Phân số của 10
| Phân số  | 10−1 | 10−2 | 10−3 | 10−4 | 10−5  | 10−6 | 10−7 | 10−8  | 10−9 | 10−10 |
| Ký tự    | 分   | 厘   | 毛   | 糸   | 忽    | 微   | 繊   | 沙    | 塵   | 埃    |
| Cách đọc | bu   | rin  | mō   | shi  | kotsu | bi   | sen  | sha   | jin  | ai    |
| Hán Việt | phân | li   | mao  | mịch | hốt   | vi   | tiêm | thiếu | trần | ai    |

## Chữ sốdaiji(大字)

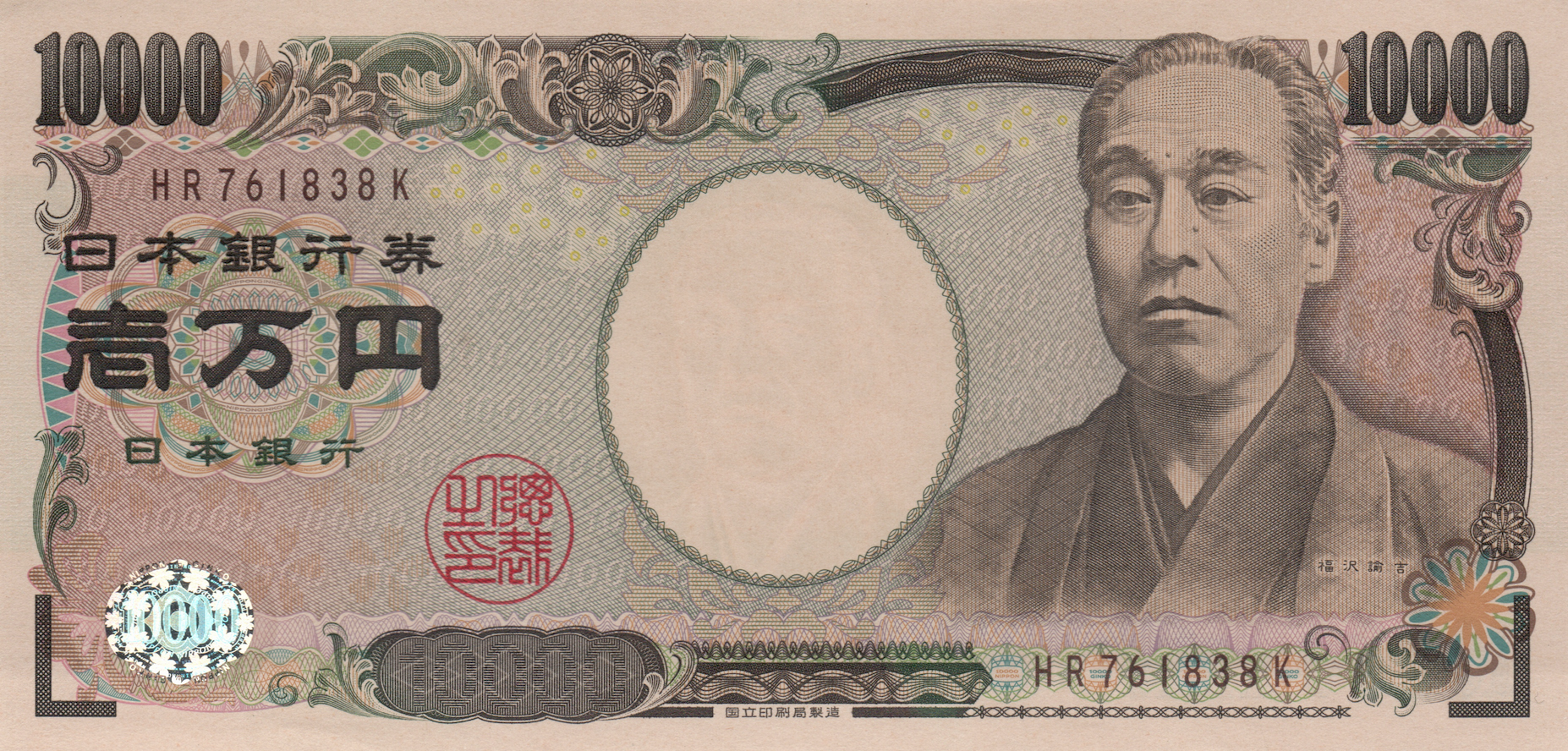
Đồng 10000 Yên sử dụng dạng daiji 壱

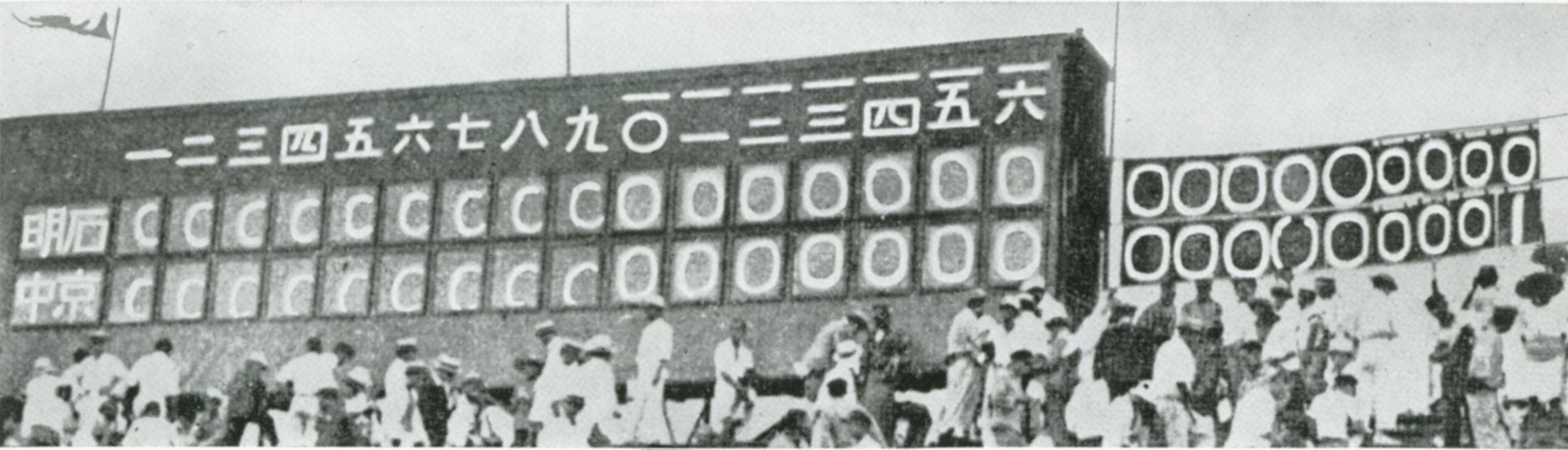
Bảng kết quả một trận bóng chày học sinh Nhật Bản (1933) với số 10 được viết bằng 一 〇

Cũng giống như các chữ số Trung Quốc, trong tiếng Nhật tồn tại một bộ chữ Hán riêng cho các chữ số gọi là daiji (大字) được sử dụng trong các tài liệu pháp lý và tài chính để ngăn ngừa việc dễ dàng sửa chữa bằng cách thêm nét. Ngày nay, các số 1, 2, 3 và 10 chỉ được viết ở dạng chính thức trong các văn bản pháp luật (các số từ 4 đến 9 cũng như 100, 1000 và 10000 được viết giống hệt với các số thông thường) . Trong một số trường hợp, chữ số 1 được viết rõ ràng ví dụ 壱百壱拾 (110), thay với cách viết ngắn gọn 百十 thông thường. 
| Số    | Dạng thường | Dạng Daiji | Dạng Daiji |
| Số    | Dạng thường | Hiện dùng  | Kiểu cũ    |
| ----- | ----------- | ---------- | ---------- |
| 1     | 一          | 壱         | 壹         |
| 2     | 二          | 弐         | 貳         |
| 3     | 三          | 参         | 參         |
| 4     | 四          | 四         | 肆         |
| 5     | 五          | 五         | 伍         |
| 6     | 六          | 六         | 陸         |
| 7     | 七          | 七         | 柒, 漆     |
| 8     | 八          | 八         | 捌         |
| 9     | 九          | 九         | 玖         |
| 10    | 十          | 拾         | 拾         |
| 100   | 百          | 百         | 佰         |
| 1000  | 千          | 千         | 阡, 仟     |
| 10000 | 万          | 万, 萬     | 萬         |

## Một số bất quy tắc

### Bất qua tắc phát âm của số hàng hyaku, sen, chō và kei
Phát âm một vài số có sự biến đổi so với phát âm số độc lập.
| ×     | 1              | 2       | 3        | 4        | 5       | 6        | 7         | 8        | 9        | 10      | 100       | 1000     |
| ----- | -------------- | ------- | -------- | -------- | ------- | -------- | --------- | -------- | -------- | ------- | --------- | -------- |
| 100   | hyaku, ippyaku | nihyaku | sanbyaku | yonhyaku | gohyaku | roppyaku | nanahyaku | happyaku | kyūhyaku | —       | —         | —        |
| 1,000 | sen, issen     | nisen   | sanzen   | yonsen   | gosen   | rokusen  | nanasen   | hassen   | kyūsen   | —       | —         | —        |
| 1012  | itchō          | nichō   | sanchō   | yonchō   | gochō   | rokuchō  | nanachō   | hatchō   | kyūchō   | jutchō* | hyakuchō  | issenchō |
| 1016  | ikkei          | nikei   | sankei   | yonkei   | gokei   | rokkei   | nanakei   | hakkei   | kyūkei   | jukkei* | hyakkei** | issenkei |

### Đếm ngày
Cách đếm ngày trong tiếng Nhật không tuân theo cách ghép số thông thường mà dùng lẫn lộn cách đọc âm Hán-Nhật và Thuần Nhật với nhiều trường hợp ngoại lệ.
| Số ngày | Kanji  | Cách đọc                    | Tiếng việt                       | Ghi chú |
| ------- | ------ | --------------------------- | -------------------------------- | --- |
| 1       | 一日   | いちにち (ついたち/いっぴ)  | Một ngày/ ngày mùng 1 của tháng  | Cách đọc いちにち liên quan đến tên gọi của ngày này 月立 (つきたち) là nghĩa sự bắt đầu (立) của tháng 月             |
| 2       | 二日   | ふつか                      | Hai ngày/ ngày mùng 2 của tháng  | Liên quan đến cách đọc thuần Nhật của số đếm + か                                                                      |
| 3       | 三日   | みっか                      | Ba ngày/ ngày 3 của tháng        | Liên quan đến cách đọc thuần Nhật của số đếm + か                                                                      |
| 4       | 四日   | よっか                      | Bốn ngày/ ngày 4 của tháng       | Liên quan đến cách đọc thuần Nhật của số đếm + か                                                                      |
| 5       | 五日   | いつか                      | Năm ngày/ ngày 5 của tháng       | Liên quan đến cách đọc thuần Nhật của số đếm + か                                                                      |
| 6       | 六日   | むいか                      | Sáu ngày/ ngày 6 của tháng       | Liên quan đến cách đọc thuần Nhật của số đếm + か                                                                      |
| 7       | 七日   | なのか                      | Bảy ngày/ ngày 7 của tháng       | Liên quan đến cách đọc thuần Nhật của số đếm + か                                                                      |
| 8       | 八日   | ようか                      | Tám ngày/ ngày 8 của tháng       | Liên quan đến cách đọc thuần Nhật của số đếm + か                                                                      |
| 9       | 九日   | ここのか                    | Chín ngày/ ngày 9 của tháng      | Liên quan đến cách đọc thuần Nhật của số đếm + か                                                                      |
| 10      | 十日   | とおか                      | Mười ngày/ ngày 10 của tháng     | Liên quan đến cách đọc thuần Nhật của số đếm + か                                                                      |
| 11      | 十一日 | じゅういちにち              | Mười một ngày/ ngày 11 của tháng | Số đếm thông thường đọc theo âm Hán-Nhật + ngày (にち). Quy tắc tương tự cho ngày còn lại, trừ ngày 1-10, 14, 20 và 24 |
| 12      | 十二日 | じゅうににち                | Mười hai ngày/ ngày 12 của tháng | Số đếm thông thường đọc theo âm Hán-Nhật + ngày (にち). Quy tắc tương tự cho ngày còn lại, trừ ngày 1-10, 14, 20 và 24 |
| 13      | 十三日 | じゅうさんにち              | Mười ba ngày/ ngày 13 của tháng  | Số đếm thông thường đọc theo âm Hán-Nhật + ngày (にち). Quy tắc tương tự cho ngày còn lại, trừ ngày 1-10, 14, 20 và 24 |
| 14      | 十四日 | じゅうよっか/じゅうよんにち | Mười bốn ngày/ ngày 14 của tháng | Số 10 thông thường đọc theo âm Hán-Nhật (じゅう) + ngày 4 (よっか). Quy tắc tương tự cho ngày 24 (にじゅうよっか)      |
| 20      | 二十日 | はつか (にじゅうにち)       | Hai mươi ngày/ngày 20 của tháng  | Liên quan đến cách đọc thuần Nhật của số đếm + か                                                                      |

### Đếm với từ chỉ đơn vị
Trong nhiều trường hợp, số đếm đi với từ chỉ đơn vị có sự thay đổi về phát âm so với phát âm độc lập. Ví dụ đếm số tầng, thông thường được ghép bằng số đếm + tầng (階 - かい), tuy nhiên tầng 1 (いっかい), tầng 8 (はっかい), tầng 10 (じっかい), số đếm bị thay đổi bằng một âm ngắt (っ); tầng 3 (さんがい) và 13 (じゅうさんがい) tầng (階) bị biến đổi thành âm đục  (かい thành がい)